# TyTy Washington Jr.

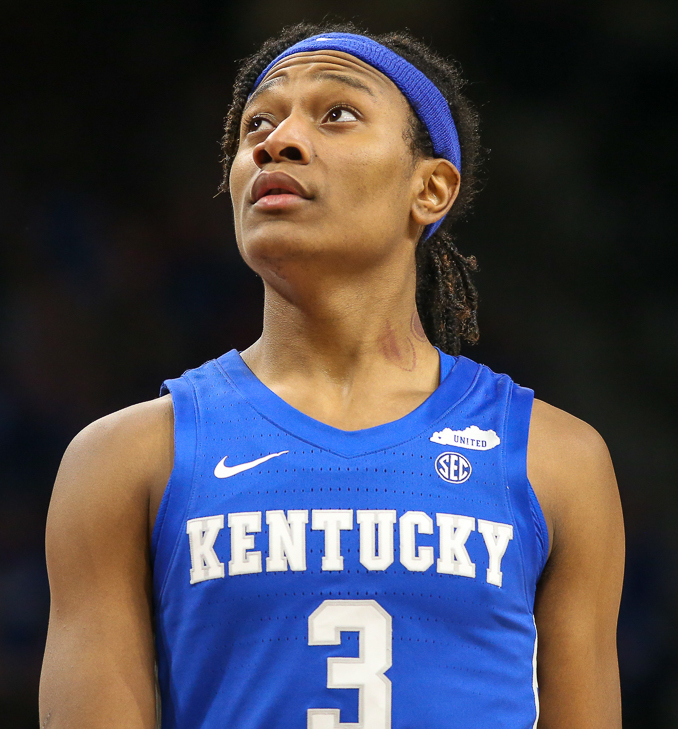
TyTy Washington Jr., 2022.

Tyrone Lewis "TyTy" Washington Jr., född 15 november 2001 i Phoenix i Arizona, är en amerikansk professionell basketspelare (PG) som spelar för Los Angeles Clippers i National Basketball Association (NBA). Han har tidigare spelat för Houston Rockets, Milwaukee Bucks och Phoenix Suns.
Washington draftades av Memphis Grizzlies i första rundan i 2022 års draft som 29:e spelare totalt.
Innan han blev proffs studerade Washington vid University of Kentucky och spelade för universitetets idrottsförening Kentucky Wildcats.